# Orsogna
Orsogna es un municipio de 4.086 habitantes en la provincia de Chieti.
Junto a los municipios de Arielli, Canosa Sannita, Filetto y Poggiofiorito forma parte de la Unión de Municipios de la Marrucina.

## Evolución demográfica
| Gráfica de evolución demográfica de Orsogna entre 1861 y 2001 |
|                                                               |
| Fuente ISTAT - elaboración gráfica de Wikipedia               |